# Isaac Kungwane
Isaac Ramaitsane "Shakes" Kungwane (Alexandra, Sudáfrica, 2 de febrero de 1971 - Sudáfrica, 28 de mayo de 2014) fue un futbolista sudafricano. Se desempeñaba en la posición de centrocampista y jugó en los clubes Kaizer Chiefs, Jomo Cosmos, Pretoria City y Manning Rangers. Durante su etapa en el Kaizer Chiefs, llevaba el número 11 en su camiseta después de Nelson Dladla.

## Carrera internacional
Hizo su debut internacional el 18 de septiembre de 1996 en una victoria por 2-0 sobre Australia entrando como un suplente de David Nyathi a los 63 minutos en la Copa Cuatro Naciones. Jugó sus últimas internacionales solo 3 días después en un 0-0 frente a Ghana como un sustituto de Thomas Madigage en el minuto 75.

## Vida personal
Kungwane se casó con Precious en 1990. Tuvieron tres hijos.

## Muerte
Kungwane murió el 28 de mayo de 2014 después de estar en la UCI durante 2 días. Kungwane había estado enfermo y fue admitido en numerosas ocasiones alrededor de abril y fue readmitido de nuevo el 26 de mayo de 2014. Gordon Igesund, el exentrenador de Kungwane dijo "es terrible escuchar eso y muy triste pensar en su muerte. Él era una persona encantadora y muy humilde y con mucho respeto de la gente. Que su alma descanse en paz". Lucas Radebe tuiteó "mi más sentido pésame a la familia de Shakes Kungwane en su muerte este día. Gran amigo y compañero de equipo. Tipo muy divertido. Lo vamos a extrañar".

## Retiro
Kungwane se retiró en 2002 y jugó fútbol semi-profesional en 2003 después de haber sido molestado por las lesiones a la edad de 32 años.
Él era un analista de fútbol en SuperSport.